# Engie Open de Limoges 2017
L'Engie Open de Limoges 2017 è stato un torneo di tennis femminile giocato sul cemento indoor. È stata l'11ª edizione del torneo, che fa parte del WTA Challenger Tour 2017. Il torneo si è giocato al Palais des Sports de Beaublanc di Limoges, in Francia, dal 6 al 12 novembre 2017.

## Partecipanti

### Teste di serie
| Nazionalità | Giocatrice             | Ranking* | Testa di serie |
| ----------- | ---------------------- | -------- | -------------- |
| Francia     | Alizé Cornet           | 37       | 1              |
| Russia      | Ekaterina Aleksandrova | 73       | 2              |
| Francia     | Pauline Parmentier     | 91       | 3              |
| Croazia     | Jana Fett              | 98       | 4              |
| Romania     | Monica Niculescu       | 100      | 5              |
| Slovenia    | Polona Hercog          | 104      | 6              |
| Estonia     | Kaia Kanepi            | 106      | 7              |
| Slovacchia  | Jana Čepelová          | 109      | 8              |
| Paesi Bassi | Richèl Hogenkamp       | 110      | 9              |

* Ranking al 30 ottobre 2017.

### Altre partecipanti
Le seguenti giocatrici hanno ricevuto una wild card per il tabellone principale:
- Alizé Cornet
- Olga Danilović
- Sabine Lisicki
- Chloé Paquet
- Jessika Ponchet

Le seguenti giocatrici sono passate dalle qualificazioni:
- Manon Arcangioli
- Elena-Gabriela Ruse
- Olga Sáez Larra
- Daniela Seguel

La seguente giocatrice è entrata come lucky loser:
- Andrea Gámiz

## Campionesse

### Singolare
Monica Niculescu ha sconfitto in finale  Antonia Lottner con il punteggio di 6–4, 6–2.

### Doppio
Valerija Savinych /  Maryna Zanevs'ka hanno sconfitto in finale  Chloé Paquet /  Pauline Parmentier con il punteggio di 6–0, 6–2 .